# Maria Anna de Bragança
Maria Anna Francesca de Bragança (Lisboa, 7 d'octubre de 1736 – Rio de Janeiro, 16 de maig de 1813) va ser una infanta de Portugal.
Nascuda el 21 d'octubre de 1739, va ser la segona filla dels llavors prínceps del Brasil, el futur Josep I de Portugal, i de Maria Anna Victòria de Borbó. Al llarg de la seva vida va dedicar-se molt a la pintura i a la música, en les quals va destacar de forma notable. No va arribar a casar-se mai. Al final de la seva vida, acompanyà a la seva germana, la reina Maria I, i els seus nebots a Brasil en la seva fugida de la invasió francesa el 1807. Va morir a Rio de Janeiro el 16 de maig 1813, als 76 anys. Les seves restes van ser retornades a Portugal i enterrades al monestir de Sant Vicenç de Fora.